# Teri Hatcher

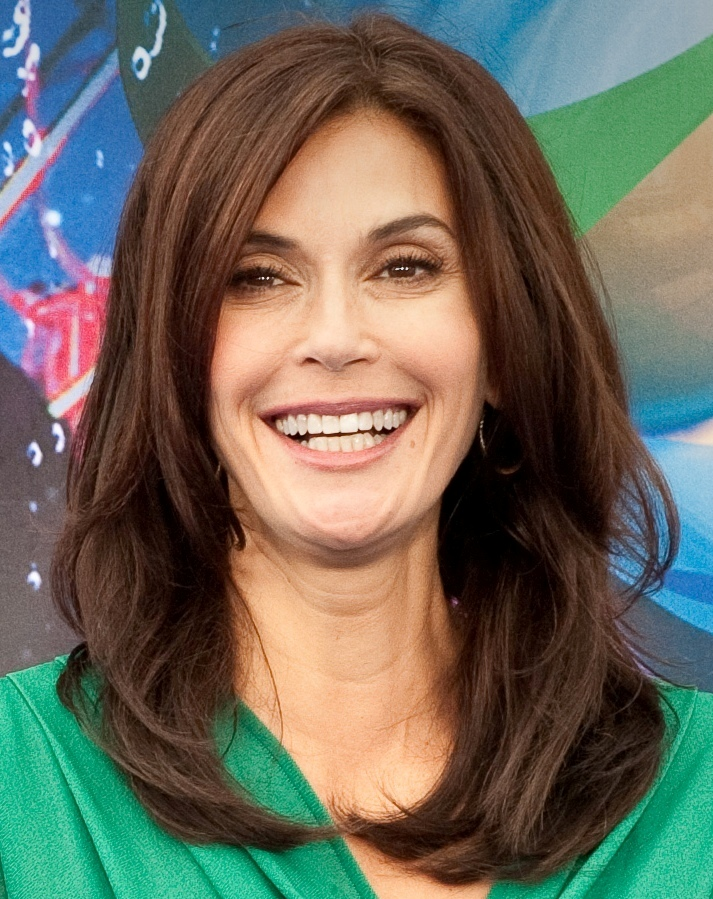
Teri Hatcher (2010)

Teresa „Teri“ Lynn Hatcher (* 8. Dezember 1964 in Palo Alto, Kalifornien) ist eine US-amerikanische Schauspielerin. Ihre bekanntesten Auftritte hatte sie in den drei Fernsehserien MacGyver, Superman – Die Abenteuer von Lois & Clark und Desperate Housewives als Susan Delfino sowie als Bond-Girl in Der Morgen stirbt nie.

## Leben

### Kindheit und Ausbildung
Hatcher kam 1964 als einziges Kind von Owen und Esther Hatcher in Palo Alto zur Welt.
Hatcher besuchte die Fremont High School. Später belegte sie Mathematik und Ingenieurwesen am „De Anza College“ in Cupertino, Kalifornien. Parallel studierte sie Schauspielerei unter Annette Bening am American Conservatory Theatre in San Francisco. Sie wurde 1984 Mitglied der San Francisco Gold Rush, dem professionellen NFL Cheerleading Team der American-Football-Mannschaft San Francisco 49ers. Als sie das Engagement für ihre erste Filmrolle bekam, brach sie das Studium ab.

### Beginn der Schauspiel-Karriere

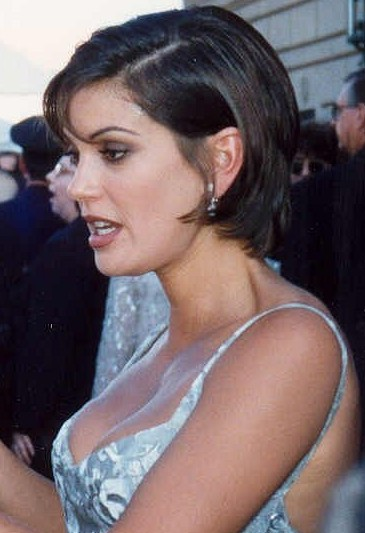
Hatcher bei der Verleihung der Emmy Awards 1995

Ihr Schauspiel-Debüt gab Hatcher 1985 in der Fernsehserie Love Boat als singende und tanzende „Meerjungfrau“ Amy. Dieser Auftritt brachte ihr dann weitere Rollen ein. In der Serie MacGyver hatte sie einen wiederkehrenden Part als naiv treuherzige Schauspielerin Penny Parker. Danach folgten Gastrollen in anderen Reihen, u. a. Raumschiff Enterprise: Das nächste Jahrhundert (1988), Harrys wundersames Strafgericht (1988), Zurück in die Vergangenheit (1989), L.A. Law (1989), Geschichten aus der Gruft (1990) und Murphy Brown (1990). Für Verrückt nach Dir war sie für die Hauptrolle vorgesehen, verlor den Part aber an Helen Hunt.
Ihr Debüt auf der Kinoleinwand gab sie 1988 in der Hollywood-Satire The Big Picture an der Seite von Kevin Bacon. 1989 spielte Hatcher in dem Actionfilm Tango und Cash Katherine, die Schwester von Sylvester Stallone, und war neben Whoopi Goldberg, Sally Field und Robert Downey Jr. in der Satire Lieblingsfeinde – Eine Seifenoper zu sehen. Für das Fernsehen drehte sie Norman Lears Serie Immer sonntags (1991) sowie den Film Der perfekte Mord (1991) und hatte Gastauftritte in den Sitcoms Seinfeld (1993) und Frasier (1998).

### Durchbruch als Schauspielerin
Ihren ersten Achtungserfolg errang sie in der Serie MacGyver, in der sie von 1986 bis 1990 in sechs Folgen die Rolle der Penny Parker übernahm.
In der Fernsehserie Superman – Die Abenteuer von Lois & Clark spielte sie von 1993 bis 1997 mit Lois Lane die weibliche Hauptrolle. 1995 verkörperte Hatcher in Phil Joanous Thriller Mississippi Delta – Im Sumpf der Rache eine der größeren Rollen. Als Partnerin von Alec Baldwin verkörperte sie Claudette, die Cajun-Frau eines von Eric Roberts gespielten Gangsterbosses.
1997 spielte sie in dem James-Bond-Film Der Morgen stirbt nie die Rolle der Paris, der Ehefrau des Gegenspielers Elliot Carver. Hatcher bereute später, die Rolle der Paris Carver gespielt zu haben und sagte: „Es ist ein sehr künstlicher Charakter, und es ist keine besondere Befriedigung, diesen zu spielen.“
2001 übernahm sie im Actionthriller Runaway Jane – Allein gegen alle die Hauptrolle der alleinerziehenden Mutter Jane Doe, deren Sohn entführt wird. 2003 spielte sie in Momentum eine FBI-Agentin.

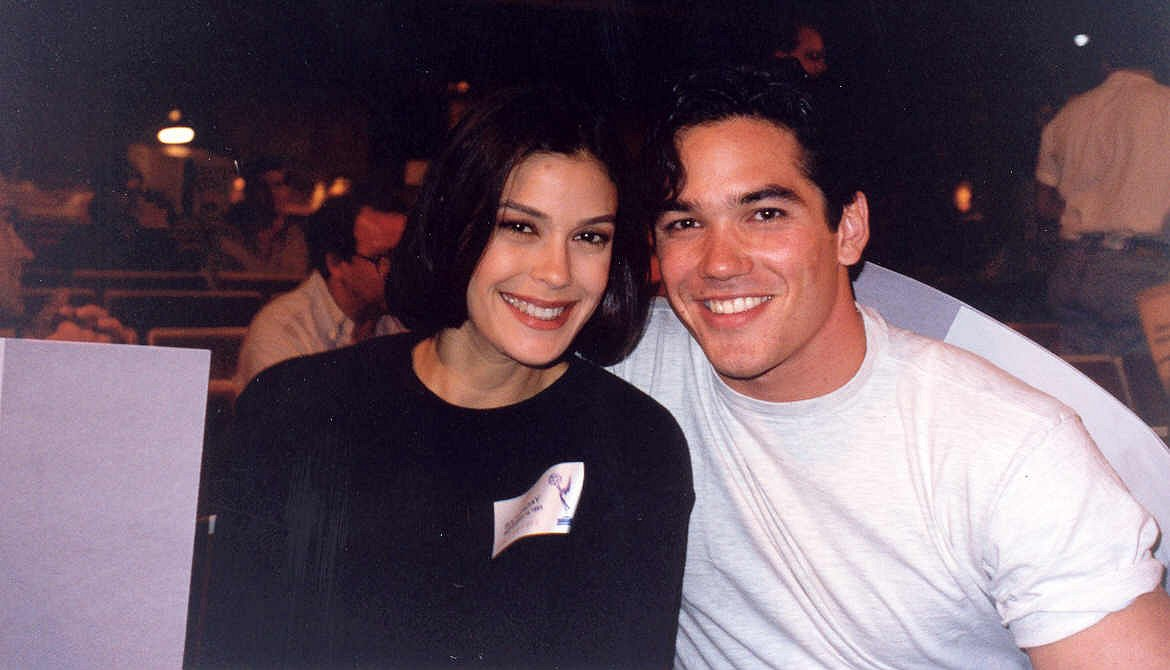
Hatcher mit dem Schauspieler Dean Cain

Von 2004 bis 2012 spielte sie eine der Hauptrollen in der US-Fernsehserie Desperate Housewives. Sie wurde im Januar 2005 für die Darstellung der alleinerziehenden, tollpatschigen und beziehungsgestressten Susan Mayer mit dem Golden Globe ausgezeichnet.
Im Jahr 2012 spielte sie in der ABC-Family-Fernsehserie Jane by Design als Kate Quimby mit. Sie war in vier Folgen zu sehen und führte bei einer Folge Regie. Seit 2016 spielt sie die Rolle der Charlotte in der Comedy-Serie Odd Couple.

### Privatleben
Am 4. Juni 1988 heiratete sie Marcus Leithold, die Ehe wurde 1989 geschieden.
Vom 27. Mai 1994 bis zum 5. März 2003 war sie mit dem Schauspieler Jon Tenney verheiratet, mit dem sie eine Tochter hat (* 1997).
Hatcher machte im März 2006 öffentlich, dass sie im Alter von fünf Jahren von einem Onkel sexuell missbraucht worden war und sie deswegen ihr ganzes Leben lang an Schuldgefühlen gelitten und Suizidgedanken gehabt habe. Sie hatte die Vorfälle zunächst verschwiegen und erst 2002 gegen ihren Onkel ausgesagt, als sich ein anderes von ihm missbrauchtes Mädchen mit 14 Jahren umgebracht hatte.

## Sonstiges
Hatcher engagiert sich für Wohltätigkeitsorganisationen, so beispielsweise für eine Initiative zum Schutz von Kindern und für Kampagnen gegen AIDS. Das Aviva Center, eine renommierte Reha-Organisation, verlieh ihr 1996 den Spirit of Compassion Award für ihre Unterstützung.
Am 9. April 2008 sang sie live in der amerikanischen Show Idol Gives Back das Lied Before He Cheats von Carrie Underwood.
Als Sängerin tritt sie mit James Denton, der in der Fernsehserie Desperate Housewives ihren Ehemann (Michael „Mike“ Delfino) spielte und der ein passionierter Gitarrist ist, zusammen mit anderen Prominenten bei der Wohltätigkeits-Rockgruppe Band From TV auf. Dabei wirken u. a. Jesse Spencer (Geige), Hugh Laurie (Gesang und Keyboard) und James Denton (Gitarre) mit.

## Filmografie

### Filme
- 1989: The Big Picture
- 1989: Tango und Cash (Tango & Cash)
- 1991: Der perfekte Mord (Dead in the Water, Fernsehfilm)
- 1991: Lieblingsfeinde – Eine Seifenoper (Soapdish)
- 1992: Sag’s offen, Shirley (Straight Talk)
- 1993: Der gezähmte Mann (All Tied Up)
- 1993: Brainsmasher – Der Rausschmeisser (Brain Smasher… A Love Story)
- 1996: 2 Tage in L. A. (2 Days in the Valley)
- 1996: Dead Girl
- 1996: Mississippi Delta – Im Sumpf der Rache (Heaven’s Prisoners)
- 1997: James Bond 007 – Der Morgen stirbt nie (Tomorrow Never Dies)
- 1998: Ein total verrücktes Klassentreffen/Dümmer geht’s immer (Since You’ve Been Gone, Fernsehfilm)
- 1999: Fever
- 2000: Die Nominierung (Running Mates, Fernsehfilm)
- 2001: Spy Kids
- 2001: Say Uncle (Fernsehfilm)
- 2001: Runaway Jane – Allein gegen alle (Jane Doe, Fernsehfilm)
- 2003: Momentum (Projekt: Momentum)
- 2003: The Chester Story
- 2007: The Champ (Resurrecting the Champ)
- 2009: Coraline (Stimme)
- 2013: Planes (Stimme)
- 2014: Planes 2 – Immer im Einsatz (Planes: Fire & Rescue, Stimme)
- 2016: Sundown
- 2019: Madness in the Method
- 2021: A Kiss Before Christmas (Fernsehfilm)
- 2022: Mid-Love Crisis (Fernsehfilm)
- 2023: Christmas at the Chalet (Fernsehfilm)
- 2023: How to Fall in Love by Christmas (Fernsehfilm)

### Fernsehserien
- 1985–1986: Love Boat (The Love Boat, 19 Folgen)
- 1986–1990: MacGyver (6 Folgen)
- 1987: Harrys wundersames Strafgericht (Night Court, Folge 5x07)
- 1988: Raumschiff Enterprise – Das nächste Jahrhundert (Star Trek: The Next Generation, Folge 2x04 Der unmögliche Captain Okona)
- 1989: L.A. Law – Staranwälte, Tricks, Prozesse (L.A. Law, Folge 3x08)
- 1989: Zurück in die Vergangenheit (Quantum Leap, Folge 1x03)
- 1990: Geschichten aus der Gruft (Tales from the Crypt, Folge 2x06)
- 1990: Murphy Brown (Folge 2x24)
- 1991: Sunday Dinner
- 1991: The Exile (Folge 1x01)
- 1993–1997: Superman – Die Abenteuer von Lois & Clark (Lois & Clark: The New Adventures of Superman, 88 Folgen)
- 1993, 1998: Seinfeld (3 Folgen)
- 1998: Frasier (Folge 6x05)
- 2004: Two and a Half Men (Folge 1x19)
- 2004–2012: Desperate Housewives (180 Folgen)
- 2007–2008: American Idol (4 Folgen)
- 2010: Smallville (Folge 10x08)
- 2012: Jane by Design (4 Folgen)
- 2016–2017: Odd Couple (11 Folgen)
- 2017: Supergirl (8 Folgen)
- 2018: QI (1 Folge)
- 2023: Fantasy Island (Folge 2x03)

## Veröffentlichungen
- Teri Hatcher: Verbrannter Toast: Und andere Lebensweisheiten. Krüger, Frankfurt 2007, ISBN 978-3-8105-1062-4.

## Auszeichnungen
- 1996: Golden Apple Awards – Female Discovery of the Year
- 2005: Teen Choice Awards – Choice TV Cast
- 2005: British Glamour Magazine – Woman of the Year
- 2005: Women’s World Award – World Actress
- 2005: Editor’s Special Award
- 2005: US TV Actress of the Year
- 2005: Golden Globe Awards – Best Performance by an Actress in a Television Series – Musical or Comedy für Desperate Housewives
- 2005: Screen Actors Guild Awards – Beste Darstellerin in einer Fernsehserie – Komödie für Desperate Housewives
- 2005: Screen Actors Guild Awards – Bestes Schauspielensemble – Komödie für Desperate Housewives
- 2006: Screen Actors Guild Awards – Bestes Schauspielensemble – Komödie für Desperate Housewives